# Vadim Derbenёv
Vadim Derbenёv (Jaroslavl', 18 giugno 1934 – Mosca, 25 ottobre 2016) è stato un regista sovietico.

## Filmografia parziale

### Regista
- Spartak (1975)
- Ženščina v belov (1981)
- Tajna 'Čёrnych drozdov' (1983)
- Zmeelov (1985)